# PEN/Nabokov Award
Le PEN / Nabokov Award for Achievement in International Literature est un prix littéraire américain attribué chaque année par le PEN America (en) à des écrivains "dont les œuvres évoquent dans une certaine mesure Vladimir Nabokov". 
Considéré comme l'un des "prix PEN" les plus prestigieux, le prix est financé par la Fondation Vladimir Nabokov, fondée par Dmitri Nabokov, le lauréat recevant 50 000 dollars.
En 2016, après une pause de huit ans, le prix est relancé avec des modifications. Il devient annuel, son montant est augmenté de 20 000 à 50 000 dollars et le nom de PEN/Nabokov Award for Fiction est renommé PEN/Nabokov Award for Achievement in International Literature. Enfin les critères du prix changent pour ceux qui sont nés ou qui résident à l'extérieur des États-Unis, ce qui signifie que les anciens gagnants Ozick, Roth et Gass n'auraient pas été éligibles à cette version du prix.

## Lauréats
- 2000 : William H. Gass
- 2002 : Mario Vargas Llosa
- 2004 : Mavis Gallant
- 2006 : Philip Roth
- 2008 : Cynthia Ozick
- 2017 : Adonis
- 2018 : Edna O'Brien